# Eleonora av Navarra
Eleonora av Navarra, född 1426, död 1479, var regent och senare monark av Navarra. Hon var Navarras regent som sin fars ställföreträdare mellan 1455 och 1479, och därefter regerande drottning under femton dagar år 1479.

## Biografi
Eleonora var dotter till drottning Blanka I av Navarra och kung Johan II av Aragonien. 9 augusti 1427 förklarades hon vara nummer tre i tronföljden till sin mors kungarike Navarra efter sin bror Karl av Viana och sin syster Blanka. 
År 1434 trolovades hon vid åtta års ålder med greve Gaston av Foix. Vigseln ägde rum år 1441, då hon var femton år, och hon bosatte sig sedan med maken i Béarn. Hennes make var fransk vasall allierad som slogs mot engelsmännen i Sydfrankrike under det fortfarande pågående hundraårskriget. 
I april 1441 avled hennes mor, drottningen av Navarra, och skulle enligt lag efterträdas av Eleonoras bror Karl av Viana. Eleonoras far vägrade dock att acceptera detta, och istället ockuperade han sin avlidna hustrus rike och hindrade sin son att ta kontrollen över det; efter en strid mellan far och son tillfångatog Eleonoras bror Karl av hennes far och fängslades år 1447.  

### Navarras generallöjtnant
Den 3 december 1455 förklarade Eleonoras far Johan II av Aragonien att hans två äldsta barn Karl och Blanka var berövade sin arvsrätt till förmån för hans yngre dotter Eleonora. Det gällde både deras arv till Navarra efter sin mor och Aragonien efter sin far. Avtalet godkändes av Cortes i februari. Gaston av Foix lovade i utbyte att stödja sin svärfar mot Beaumonteserna, som motsatte sig hans ockupation av Navarra, och utverka ett godkännande av den nya arvsrätten från kungen av Frankrike. Gaston lyckades utverka ett franskt erkännande av avtalet mot att hans och Eleonoras son och arvinge Gaston trolovades med Magdalena av Frankrike. 
I samband med att hennes far utropade Eleonora till sin tronarvinge i Navarra utnämnde han henne också till sin ställföreträdande regent, med titeln generallöjtnant, i Navarra. I enlighet med tidens sed delade Eleonora både sin ställning som regent och tronarvinge med sin make, men de övervakades båda av hennes fars representant Pierres de Peralta. Hennes bror Karl av Viana avled 1461, och enligt lagen övergick då Navarras tronföljd till deras syster Blanka II av Navarra, som dock hölls fängslad av deras far. År 1462 signerade Eleonora Olitefördraget med sin far, där hon gick med på att erkänna fadern som Navarras lagliga monark och att hålla sin syster i fängelse. Blanka avled 1464 i hennes vård, och troddes vara förgiftad. 
Hennes kontroll över Navarra utmanades av motståndet mot hennes fars ockupationen och samarbetet mellan henne och hennes far var ansträngt. Hennes far lät 1467 mörda hennes rådgivare biskopen av Pamplona, Nicolás de Chávarri och utsåg sedan hennes son Gaston till regent. Han lyckades dock inte få kontroll över situationen och avled i november 1470 och efterlämnade två barn, Frans och Katarina. Eleonora slöt 30 maj 1471 Olitefördraget med sin far, som återgav henne hennes ställning som generalguvernör på livstid och tillerkände hennes barnbarn Frans och Katarina som Navarras tronarvingar efter Eleonora, som i sin tur erkände sin far som Navarras monark på livstid. 
Eleonora allierade sig med Beaumontes-fraktionen, som var fiender till Pierres de Peralta, men samtidigt också allierade med Kastilien; hennes ställning försvagades då hennes make avled i Frankrike 1472, vilket berövade henne franskt stöd, och 1476 hade både Kastilien och hennes far fått starkt inflytande tillsammans över hennes styrelse. Hon allierade sig 1478 med fraktionen Agramonteserna och Pierres de Peralta i kraft av sin position som Navarras enda kvarvarande lagliga tronarvinge.

### Drottning
I början av 1479 avled hennes far Johan II av Aragonien. Hans död innebar att Aragoniens ockupation av Navarra upphörde och att Eleonora slutligen kunde tillträda som regerande drottning över ett självständigt Navarra med sin sonson Frans som tronarvinge. Hon avlade sin ed som drottning inför Navarras Cortes, och avled i februari efter en regeringstid på femton dagar och efterträddes av sin sonson. 